# Ono-ha Ittō-ryū
Ono-ha Ittō-ryū (小野派一刀流) er den ældste japanske itto-ryu stilart, stiftet i ca. 1630. Skolen underviser i Kenjutsu og Iaijutsu.

## Historie
Ono-ha Ittō-ryū blev grundlagt af Ono Jiroemon Tadaaki (1565-1628); hvis oprindelige navn var Mikogami Tenzen. Ono tjente den anden samt den tredje shogun som fægteinstruktør.
Undervisningen ved Ono-ha Ittō-ryū har siden stiftelsen beskæftiget sig med Iaijutsu og Kenjutsu, hvor det omfattende pensum indeholder over 100 forskellige kata-former.
I dag trænes Ono-ha Ittō-ryū stadigvæk i Japan samt er blevet udbredt til den øvrige del af verden, herunder Danmark.